# 745
Cette page concerne l'année 745  du calendrier julien. Pour l'année 745 av. J.-C., voir 745 av. J.-C.
L'année 745 est une année commune qui commence un vendredi.

## Événements

### Asie
- Début du règne de Bayan Tchor (Moïountchour[1]), Kaghan des Ouïgours (fin en 759). Il porte l’empire Ouïgour à son apogée, étendant ses frontières jusqu’aux monts Altaï, Hingan, Saïan et au Gobi[2].
- Génésios (Gegnœsius), chef des Pauliciens meurt de la peste[3]. La secte se divise entre ses successeurs Zacharie et Joseph, qui reconduit ses partisans en Anatolie orientale[4].

### Europe
- Réunion au début de l'année[5] de la première assemblée générale de l’Église franque sous la présidence de saint Boniface, convoquée par le pape Zacharie, en présence de Pépin le Bref et Carloman[6]. Une Église d'État est fondée dans l'Empire franc.
- 23 octobre : ouverture du concile de Rome. Condamnation d’une prière écrite par le Franc Aldebert qui invoquait Uriel, Raquel, Michel, Adam, Tubuas, Sabaoth et Simihel, comme démoniaque[7].
- Réunion des textes taoïstes en Chine[8].

- Le duc d'Aquitaine Hunald Ier, menacé sur la Loire par Pépin et Carloman, est contraint de leur demander la paix et se soumet en qualité de vassal. Peu après il fait crever les yeux à son frère Hatton, gouverneur du Poitou qui l'aurait trahi. Hunald abdique alors puis se retire dans le monastère de l'île de Ré[9]. Son fils Waïfre devient duc des Aquitains (745-768)[10].
- La Styrie, la Carniole et la Slovénie acceptent la suzeraineté des ducs de Bavière, eux-mêmes soumis aux Francs dès 788[11].
- Début de la christianisation des Slovènes. Le prince carantanien Borut fait instruire dans la foi chrétienne son fils Gorazd et son neveu Hotimir[12].
- L'évêque de Mayence Gewielieb est destitué, parce qu'il a pratiqué la vengeance personnelle. Son successeur est Boniface de Mayence, qui reçoit le titre d'archevêque pour sa personne à partir de 747.

## Naissances en 745
- 8 novembre : Musa al-Kazim[13]